# Čerčany
Čerčany (niem. Tschertschan) – gmina w Czechach, w powiecie Benešov, w kraju środkowoczeskim. Według danych Czeskiego Urzędu Statystycznego z dnia 1 stycznia 2023 liczyła 3 094 mieszkańców.
Podział gminy
- Čerčany
- Vysoká Lhota

W miejscowości jest stacja kolejowa Čerčany.